# Campeonato Iberoamericano de Atletismo de 2014
El XVI Campeonato Iberoamericano de Atletismo fue una competición deportiva que se celebró entre los días 1 y 3 de agosto de 2014 en el Estadio Ícaro de Castro Melo de la ciudad de São Paulo, Brasil, y en la que participaron 353 atletas de 24 federaciones nacionales iberoamericanas de Europa, América y África.

## Países participantes por continentes
En la siguiente tabla los países que participan en esta edición.
| América Central y el Caribe                                                                         | Sudamérica                                                                                          | Europa              | África                                            |
| --------------------------------------------------------------------------------------------------- | --------------------------------------------------------------------------------------------------- | ------------------- | ------------------------------------------------- |
| - Costa Rica - Cuba - El Salvador - Honduras - México - Panamá - Puerto Rico - República Dominicana | - Argentina - Bolivia - Brasil - Chile - Colombia - Ecuador - Paraguay - Perú - Uruguay - Venezuela | - España - Portugal | - Angola - Cabo Verde - Guinea-Bisáu - Mozambique |

## Resultados

### Masculino
| Evento                                | Oro | Plata                                                                                                 | Bronce                                                                     |
| ------------------------------------- | --- | --- | -------------------------------------------------------------------------- |
| 100 m (1 de agosto)                   | Andy Martínez Chiroque · Perú · 10,30                                                                        | Jorge Henrique da Costa · Brasil · 10,31                                                              | Isidro Montoya · Colombia · 10,32                                          |
| 200 m (3 de agosto)                   | Jorge Henrique da Costa · Brasil · 20,42                                                                     | Bernardo Baloyes · Colombia · 20,43                                                                   | Rolando Palacios Honduras 20,60                                            |
| 400 m (2 de agosto)                   | Anderson Henriques · Brasil · 45,40                                                                          | Pedro Luiz Burmann · Brasil · 45,73                                                                   | Nery Brenes · Costa Rica · 45,97                                           |
| 800 m (2 de agosto)                   | Rafith Rodríguez · Colombia · 1:44,77 (RC)                                                                   | Thiago do Rosario André · Brasil · 1:45,99                                                            | Lucirio Garrido · Venezuela · 1:46,60                                      |
| 1500 m (3 de agosto)                  | Marvin Blanco · Venezuela · 3:43,88                                                                          | Álvaro Rodríguez Melero · España · 3:43,91                                                            | Carlos Díaz · Chile · 3:44,74                                              |
| 3000 m (1 de agosto)                  | Juan Luis Barrios · México · 7:59,50                                                                         | Bayron Piedra · Ecuador · 7:59,55                                                                     | Carlos Antonio dos Santos · Brasil · 8:01,19                               |
| 5000 m (3 de agosto)                  | Bayron Piedra · Ecuador · 13:50,20                                                                           | Altobeli Santos da Silva · Brasil · 13:54,65                                                          | Iván Fernández · España · 13:59,61                                         |
| 110 m vallas (2 de agosto)            | Jorge McFarlane · Perú · 13,53                                                                               | Javier McFarlane · Perú · 13,57                                                                       | Jonathan do Nascimento do Paraiso · Brasil · 13,70                         |
| 400 m vallas (2 de agosto)            | Andrés Silva · Uruguay · 48,65 (RC)                                                                          | Eric Alejandro Puerto Rico 49,07                                                                      | Mahau Camargo Suguimati · Brasil · 49,99                                   |
| 3000 m obstáculos (1 de agosto)       | Marvin Blanco · Venezuela · 8:35,87                                                                          | Fernando Carro · España · 8:39,66                                                                     | Tomás Tajadura · España · 8:40,32                                          |
| 20 000 m marcha (2 de agosto)         | Iván Gabriel Garrido · Colombia · 1:22:13,74                                                                 | Marc Tur · España · 1:23:22,19                                                                        | Yerko Araya · Chile · 1:23:34,68                                           |
| Salto de altura (3 de agosto)         | Edgar Rivera · México · 2,28                                                                                 | Luis Castro Rivera Puerto Rico 2,26                                                                   | Guilherme Cobbo · Brasil · 2,24                                            |
| Salto con pértiga (3 de agosto)       | Germán Chiaraviglio · Argentina · José Rodolfo Pacho · Ecuador · 5,20                                        | | João Gabriel Santos · Brasil · 5,20                                        |
| Salto de longitud (2 de agosto)       | Luis Alberto Rivera · México · 8,24                                                                          | Higor Silva · Brasil · 8,00                                                                           | Luis Felipe Méliz · España · 7,76                                          |
| Salto triple (3 de agosto)            | Jonathan Henrique Silva · Brasil · 16,84                                                                     | Kauam Aleixo Bento · Brasil · 16,79                                                                   | Alberto Álvarez Muñiz · México · 16,31                                     |
| Lanzamiento de peso (3 de agosto)     | Germán Lauro Argentina 20,14                                                                                 | Darlan Romani · Brasil · 19,64                                                                        | Stephen Sáenz · Brasil · 18,62                                             |
| Lanzamiento de disco (2 de agosto)    | Germán Lauro Argentina 61,62                                                                                 | Felipe Lorenzon · Brasil · 59,85                                                                      | Ronald Julião · Brasil · 59,75                                             |
| Lanzamiento de martillo (1 de agosto) | Wagner Carvalho · Brasil · 74,12                                                                             | Allan da Silva · Brasil · 70,81                                                                       | Dário Manso Portugal 69,37                                                 |
| Lanzamiento de jabalina (3 de agosto) | Jaime Márquez · Colombia · 78,80                                                                             | Julio César Miranda · Brasil · 78,04                                                                  | Víctor Fatecha Paraguay 74,73                                              |
| 4 × 100 m (3 de agosto)               | Brasil · Luis Gabriel Pereira · Jefferson Lucindo · Aldemir Gomes da Silva · Jorge Henrique da Costa · 39,35 | República Dominicana · Enmanuel Brioso · Carlos Oroza · Stanley del Carmen · Yoandry Andújar · 39,92  | Angola Mauro de Sousa Osvaldo Morais Prisca Baptista Kevin Fernandes 41,12 |
| 4 × 400 m (3 de agosto)               | República Dominicana · Winder Cuevas · Yon Soriano · Juander Santos · Luguelín Santos · 3:02,73              | Brasil · Pedro Luiz Burmann · Wagner Cardoso · Hederson Alves Estefani · Anderson Henriques · 3:02,80 |                                                                            |
| Decatlón (1-2 de agosto)              | Felipe Vinicius dos Santos · Brasil · 7810 pts.                                                              | Jorge Ureña · España · 7644 pts.                                                                      | Guillermo Ruggeri Argentina 7274 pts.                                      |

RC: Récord de campeonato.

### Femenino
| Evento                                | Oro | Plata                                                                                              | Bronce                                       |
| ------------------------------------- | --- | -------------------------------------------------------------------------------------------------- | -------------------------------------------- |
| 100 m (1 de agosto)                   | Ana Cláudia Lemos · Brasil · 11,13 (RC)                                                                  | Eliecith Palacios · Colombia · 11,40                                                               | Franciela Krasucki · Brasil · 11,43          |
| 200 m (3 de agosto)                   | Franciela Krasucki · Brasil · 23,41                                                                      | Marisol Landazuri · Ecuador · 23,60                                                                | Vanusa Henriques dos Santos · Brasil · 23,64 |
| 400 m (2 de agosto)                   | Geisa Coutinho · Brasil · 51,76                                                                          | Jennifer Padilla · Colombia · 52,72                                                                | Joelma das Neves Sousa · Brasil · 53,04      |
| 800 m (2 de agosto)                   | Gabriela Elizabeth Medina · México · 2:03,17                                                             | Cristina Guevara · México · 2:03,22                                                                | Marta Pen Portugal 2:05,18                   |
| 1500 m (3 de agosto)                  | Muriel Coneo · Colombia · 4:14,42                                                                        | Cristina Guevara · México · 4:16,09                                                                | Juliana Gomes dos Santos · Brasil · 4:16,48  |
| 3000 m (1 de agosto)                  | Juliana Gomes dos Santos · Brasil · 9:19,80                                                              | Muriel Coneo · Colombia · 9:22,10                                                                  | Eliona Delgado · Perú · 9:23,10              |
| 5000 m (3 de agosto)                  | Inés Melchor · Perú · 15:58,85                                                                           | Cruz da Silva · Brasil · 16:02,40                                                                  | Sara Ribeiro Portugal 16:05,45               |
| 100 m vallas (3 de agosto)            | Lavonne Idlette · República Dominicana · 12,99                                                           | Yveth Lewis · Panamá · 13,05                                                                       | Lina Flores · Colombia · 13,18               |
| 400 m vallas (2 de agosto)            | Zudikey Rodríguez · México · 56,64                                                                       | Déborah Rodríguez · Uruguay · 57,56                                                                | Sharolyn Scott · Costa Rica · 58,10          |
| 3000 m obstáculos (1 de agosto)       | María Mancebo · República Dominicana · 9:45,84                                                           | Zulema Arenas · Perú · 9:53,42                                                                     | Beverly Ramos Puerto Rico 10:03,12           |
| 10 000 m marcha (1 de agosto)         | Julia Takacs · España · 43:10,95 (RC)                                                                    | Erica Rocha de Sena · Brasil · 43:41,30                                                            | Kimberly García León · Perú · 43:57,44       |
| Salto de altura (1 de agosto)         | Mônica Araújo de Freitas · Brasil · 1,82                                                                 | Betsabé Páez Argentina 1,75                                                                        | Tamara de Sousa · Brasil · 1,75              |
| Salto con pértiga (1 de agosto)       | Patricia Gabriela dos Santos · Brasil · 4,10                                                             | Karla Rosa da Silva · Brasil · 4,10                                                                | Valeria Chiaraviglio Argentina 4,10          |
| Salto de longitud (1 de agosto)       | Juliet Itoya · España · 6,64                                                                             | Juliana Angulo · Ecuador · 6,33                                                                    | Eliane Martins · Brasil · 6,31               |
| Salto triple (2 de agosto)            | Yosiri Urrutia · Colombia · 14,41                                                                        | Gisele de Oliveira · Brasil · 13,71                                                                | Tânia Ferreira da Silva · Brasil · 13,47     |
| Lanzamiento de peso (3 de agosto)     | Natalia Duco · Chile · 17,53                                                                             | Sandra Lemos · Colombia · 17,10                                                                    | Kelly Pinho · Brasil · 16,95                 |
| Lanzamiento de disco (2 de agosto)    | Karen Gallardo · Chile · 59,66                                                                           | Fernanda Borges · Brasil · 59,08                                                                   | Andressa Oliveira de Morais · Brasil · 57,82 |
| Lanzamiento de martillo (1 de agosto) | Jennifer Dahlgren Argentina 66,84                                                                        | Eli Yohana Moreno · Colombia · 66,01                                                               | Zuleima Mina · Ecuador · 62,84               |
| Lanzamiento de jabalina (3 de agosto) | Jucilene de Lima · Brasil · 61,71                                                                        | Laila Ferrer · Brasil · 58,12                                                                      | Flor Ruiz · Colombia · 57,31                 |
| 4 × 100 m (3 de agosto)               | Brasil · Vanusa Henriques dos Santos · Ana Cláudia Lemos · Franciela Krasucki · Rosângela Santos · 42,92 | República Dominicana · Lavonne Idlette · Fany Chalas · Margarita Manzueta · Hiyadilis Melo · 46,58 |                                              |
| 4 × 400 m (3 de agosto)               | Brasil · Geisa Coutinho · Bárbara Farias de Oliveira · Joelma Sousa · Jailma Sales de Lima · 3:29,66     | |                                              |
| Heptatlón (2-3 de agosto)             | Vanessa Chefer · Brasil · 5722 pts.                                                                      | Alysbeth Félix Puerto Rico 5578 pts.                                                               | Lecabela Quaresma Portugal 5574 pts.         |

RC: Récord de campeonato.

## Medallero
| Núm. | País                       | Oro | Plata | Bronce | Total |
| ---- | -------------------------- | --- | ----- | ------ | ----- |
| 1    | Brasil (BRA)               | 16  | 17    | 15     | 48    |
| 2    | Colombia (COL)             | 5   | 6     | 3      | 14    |
| 3    | México (MEX)               | 5   | 2     | 2      | 9     |
| 4    | Argentina (ARG)            | 4   | 1     | 2      | 7     |
| 5    | Perú (PER)                 | 3   | 2     | 2      | 7     |
| 6    | República Dominicana (DOM) | 3   | 2     | 0      | 5     |
| 7    | España (ESP)               | 2   | 4     | 3      | 9     |
| 8    | Ecuador (ECU)              | 2   | 3     | 1      | 6     |
| 9    | Chile (CHI)                | 2   | 0     | 2      | 4     |
| 10   | Venezuela (VEN)            | 2   | 0     | 1      | 3     |
| 11   | Uruguay (URU)              | 1   | 1     | 0      | 2     |
| 12   | Puerto Rico (PUR)          | 0   | 3     | 1      | 4     |
| 13   | Panamá (PAN)               | 0   | 1     | 0      | 1     |
| 14   | Portugal (POR)             | 0   | 0     | 4      | 4     |
| 15   | Costa Rica (CRC)           | 0   | 0     | 2      | 2     |
| 16   | Angola (ANG)               | 0   | 0     | 1      | 1     |
| 16   | Honduras (HON)             | 0   | 0     | 1      | 1     |
| 16   | Paraguay (PAR)             | 0   | 0     | 1      | 1     |